# Henryk Gradzik
Henryk Gradzik (ur. 16 lipca 1925 w Zamościu, zm. 11 stycznia 2004 w Warszawie) – pułkownik Sił Zbrojnych Polskiej Rzeczypospolitej Ludowej, zastępca szefa wywiadu wojskowego PRL w latach 1974–1975 oraz 1979–1987.

## Życiorys
Służbę w ludowym Wojsku Polskim rozpoczął 12 grudnia 1944. Od 19 lipca 1945 do 8 stycznia 1946 brał czynny udział w walkach z oddziałami UPA. Od 1960 roku służył w Zarządzie II Sztabu Generalnego WP (wywiadzie wojskowym). Od 30 stycznia 1960 do 14 grudnia 1960 oddelegowany do polskiej delegacji w Międzynarodowej Komisji Nadzoru i Kontroli w Wietnamie. W okresie od 27 stycznia 1965 do 20 grudnia 1968 attaché wojskowy, morski i lotniczy przy Ambasadzie PRL w Brukseli. Od 1 września 1970 do 24 listopada 1971 skierowany z Zarządu II Sztabu Generalnego WP w ramach rotacji na praktykę jako szef w Oddziale II Sztabu Pomorskiego Okręgu Wojskowego. Od 17 stycznia 1972 do 19 marca 1972 ukończył Wyższy Akademicki Kurs w Akademii Sił Zbrojnych ZSRR im. Klimenta Woroszyłowa w Moskwie. Od 13 czerwca 1974 do 30 grudnia 1974 był dowódcą zmiany Polskiej Wojskowej Jednostki Specjalnej w Doraźnych Siłach Zbrojnych ONZ na Bliskim Wschodzie. Od lutego 1974 do września 1975 zastępca szefa Zarządu II Sztabu Generalnego WP. Od 3 grudnia 1975 do 1 października 1979 attaché wojskowy, morski i lotniczy przy Ambasadzie PRL w Rzymie.
Od października 1979 do stycznia 1987 ponownie został zastępcą szefa Zarządu II Sztabu Generalnego WP (wywiadu wojskowego) do spraw rozpoznania wojskowego. W 1985 był oddelegowany do Nikaragui w charakterze polskiego eksperta rządowego do opracowania koncepcji strefy zdemilitaryzowanej na pograniczu nikaraguańsko-kostarykańskim. W stan spoczynku przeszedł 17 kwietnia 1989 roku.
Był członkiem PPR i PZPR. W 1983 roku rozkazem MON został wyróżniony wpisem do Honorowej Księgi Czynów Żołnierskich.
Był żonaty ze Stanisławą Gradzik (1922-1993). Pochowany na cmentarzu Powązki Wojskowe w Warszawie (kwatera G-1-22.

## Odznaczenia
- Krzyż Komandorski Orderu Odrodzenia Polski
- Krzyż Oficerski Orderu Odrodzenia Polski
- Krzyż Kawalerski Orderu Odrodzenia Polski
- Krzyż Walecznych
- Złoty Krzyż Zasługi
- Srebrny Krzyż Zasługi
- Srebrny Krzyż Zasługi
- Medal 10-lecia Polski Ludowej
- Medal 30-lecia Polski Ludowej
- Medal 40-lecia Polski Ludowej
- Złoty Medal "Siły Zbrojne w Służbie Ojczyzny"
- Srebrny Medal "Siły Zbrojne w Służbie Ojczyzny"
- Brązowy Medal "Siły Zbrojne w Służbie Ojczyzny"
- Złoty Medal "Za Zasługi dla Obronności Kraju"
- Srebrny Medal "Za Zasługi dla Obronności Kraju"
- Brązowy Medal "Za Zasługi dla Obronności Kraju"
- Order Czerwonej Gwiazdy (ZSRR)
- inne odznaczenia polskie i zagraniczne